# Josep Belmonte Cañellas
Josep Belmonte Cañellas (Cadis, 12 de gener de 1899 — Barcelona, 9 de novembre de 1979) va ser un inventor autodidacta català. És conegut per haver fabricat el torpede aeri, que era el primer coet de combat català.
Va néixer a Cadis el 1899, de pares catalans, però va viure a la Vila de Gràcia de Barcelona fins als dinou anys. El seu pare, Joan Belmonte, era maquinista d'un vaixell mercant i la seva mare provenia d'una família de comerciants. Quan complí dinou anys es va traslladar a Cuba per aprendre més sobre la indústria del moble de vímet; més tard en tornar a Barcelona exportà a Catalunya aquesta indústria. Durant l'Exposició Internacional de Barcelona de 1929 va ser premiat. Es va casar amb Rita Soriano i va tenir quatre fills.
L'any 1931 i després d'instaurar va ingressar a la Guàrdia d'Assalt de la Generalitat republicana. Va ser empresonat al vaixell-presó Uruguay, juntament amb altres funcionaris fidels al Govern de la Generalitat, després dels fets del sis d'octubre quan Lluís Companys proclamà l'Estat català de la República Federal Espanyola.
Dins les forces de seguretat Belmonte va anar ascendint de rang, fins al punt que a principis de 1937, se li va concedir el rang d'oficial, grau que va refusar per poder dedicar-se en la invenció del torpede aeri.
Va morir el 9 de novembre 1979.